# Uršulinski samostan Mekinje
Uršulinski samostan stoji nad kamniškim predmestjem Mekinje.
Prvič je bila v pisnih virih omenjena stavba na mestu, kjer je zdaj samostan, že leta 1143, ko je bil Kamnik še osrednje mesto kranjske krajine in je tu stal grad Gallenbergov, omenil in naslikal pa ga je tudi Janez Vajkard Valvasor v Slavi vojvodine Kranjske. Ob tem gradu naj bi stala Marijina kapela, ki ima legendarni nastanek: Pastirji so pasli ovce po okoliških goščavah. Kar naenkrat ne slišijo več njihovih zvončkov in glasov ter opazijo, da so vse izginile. Zaskrbljeni jih začno kličati in iskati. Presenečeni jih najdejo v tropu pred podobo Matere božje. To podobo so vzeli s seboj domov in jo skrbno shranili. Naslednje jutro so bile ovce spet na istem kraju in molče strmele v čudovito podobo, ki je čudežno izginila iz skrivališča. Ta dogodek se je razvedel med ljudstvom, zato so se odločili postaviti kapelo.
V tej kapeli so že 3. oktobra 1287 ustanovili kaplanijo, trinajst let pozneje pa se je lastnik gradu Žiga III. Gallenberški (Sigismund III. von Gallnberg) odločil tu ustanoviti samostan sester klaris. Leta 1471 so turki izropali in porušili stavbo, vendar so jo sestre s pomočjo dobrotnikov hitro obnovile. V burna leta 15. stoletja sodi tudi gradnja ali povečava mekinjske cerkve. Sedanjo podobo je samostan s cerkvijo dobil po letu 1682. Takrat so meceni mekinjskega samostana Gallenbergi podrli staro stavbo in začeli zidati nov samostan. Sestre niso bile dolgo v novih prostorih, saj so morale že čez sto let oditi, ker je Jožef II. ukinil samostan, premoženje pa je bilo odpeljano. Tako samostan ni več služil prvotnemu namenu, temveč so vanj naselili različne ustanove, tudi za vojaške namene. Stavba je nato hitro menjala lastnike, dokler ni leta 1903 prišla v roke uršulink, ki so tu ustanovile najprej dekliško šolo, šestnajst let pozneje pa dekliško meščansko šolo. Po drugi svetovni vojni so samostan podržavili in v nejm so bile razne šole (najbolj znana je frizerska) ter različne delavnice in klubi. Od 1972 do 2000 je samostan služil kot skladišče za knjige iz NUK. Leta 1990 so samostan v dokaj slabem stanju vrnili sestram Uršulinkam.
V samostanu so ohranjena različna umetniška dela. Po obliki oken vidimo, da je stavba nastala v obdobju gotike, saj imajo šilaste zaključke. Najvecji okras so oltarji. Najlepši je glavni oltar Marijinega vnebovzetja, na katerem vidimo delo kamniške frančiškanske rezbarske delavnice s sliko slovenjegraškega mojstra Straussa. Stranska oltarja, ki ju je izdelal Mihael Cusso, sta kamnita. V kapeli sv. Kolomana lahko vidimo rimske, gotske in baročne nagrobnike, celotna kapela pa je poslikana z grbi. V tej kapeli je bil nekoč božji grob, ki ga je naredil mojster Franc Jelovšek. Marijin kip, ki ga vidimo pri slavoločni steni ob vhodu v prezbiterij pod posebnim baldahinom je oblečen, Marija in Jezus imata celo lasulji; izdelan naj bi bil okrog leta 1719. Ta kip je zelo zanimiv za romanja. Na sedmo velikonočno nedeljo ga v slovesni procesiji nesejo iz župnijske cerkve v grajsko kapelo Marije Pomočnice na Zduši in nato spet nazaj.
Samostan na tem mestu stoji že več kot 700 let, današnjo podobo pa je dobil pred približno 300 leti. Samostan so 2 leti obnavljali, obnovili so ga skoraj polovico in ta del je sedaj namenjen maldim (za duhovne obnove, birmanske skupine, dijaki škofijske klasične gimnazije,…) V njem je tudi knjižnica z okoli 10000 knjižnimi enotami, tu je med drugim shranjena zapuščina frančiškana in jezikoslovca Stanislava Škrabca.
Zaradi prevelikih stroškov obnove in vzdrževanja so redke preostale sestre uršulinke samostan leta 2016 ukinile in celoten kompleks podarile Občini Kamnik.